# Харама
Хара́ма (исп. Jarama) — река в Испании, правый приток реки Тахо.
Берёт начало в Центральной Кордилльере. Течёт на юг, протекает восточнее Мадрида. Впадает в реку Тахо в районе населённого пункта Аранхуэс. Крупнейший приток — Тахунья.
Длина реки составляет 190 км, площадь бассейна — 11 596,81 км². На реке образовано несколько водохранилищ, которые используются для орошения.